# Rhododendron rhodoleucum
Rhododendron rhodoleucum är en ljungväxtart som beskrevs av Herman Otto Sleumer. Rhododendron rhodoleucum ingår i släktet rododendron, och familjen ljungväxter. Inga underarter finns listade i Catalogue of Life.